# عصب لاتارجيت
عصب لاتارجيت (بالإنجليزية: Nerve of Latarjet)‏ أو العصب الخلفي للانحناء الصغير (بالإنجليزية: posterior nerve of the lesser curvature)‏ هو فرع للجذع المبهمي الأمامي الذي يزود منطقة البواب بالأعصاب.